# خورمندان (أبرشيوة)
خورمندان (بالفارسية: خورمندان) هي قرية تقع في إيران في قسم أبرشيوة الريفي.